# Piaskowiec modrzak

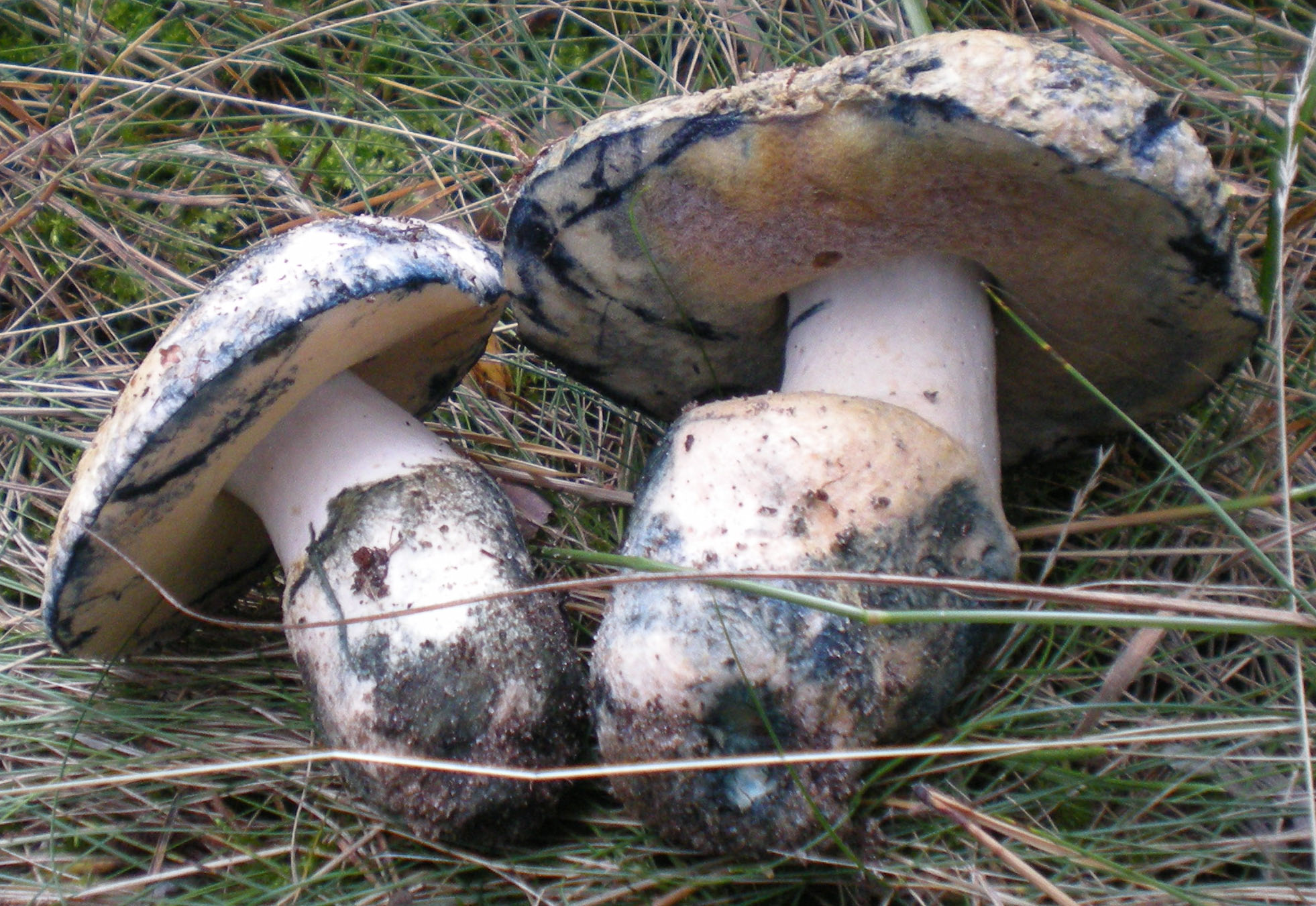

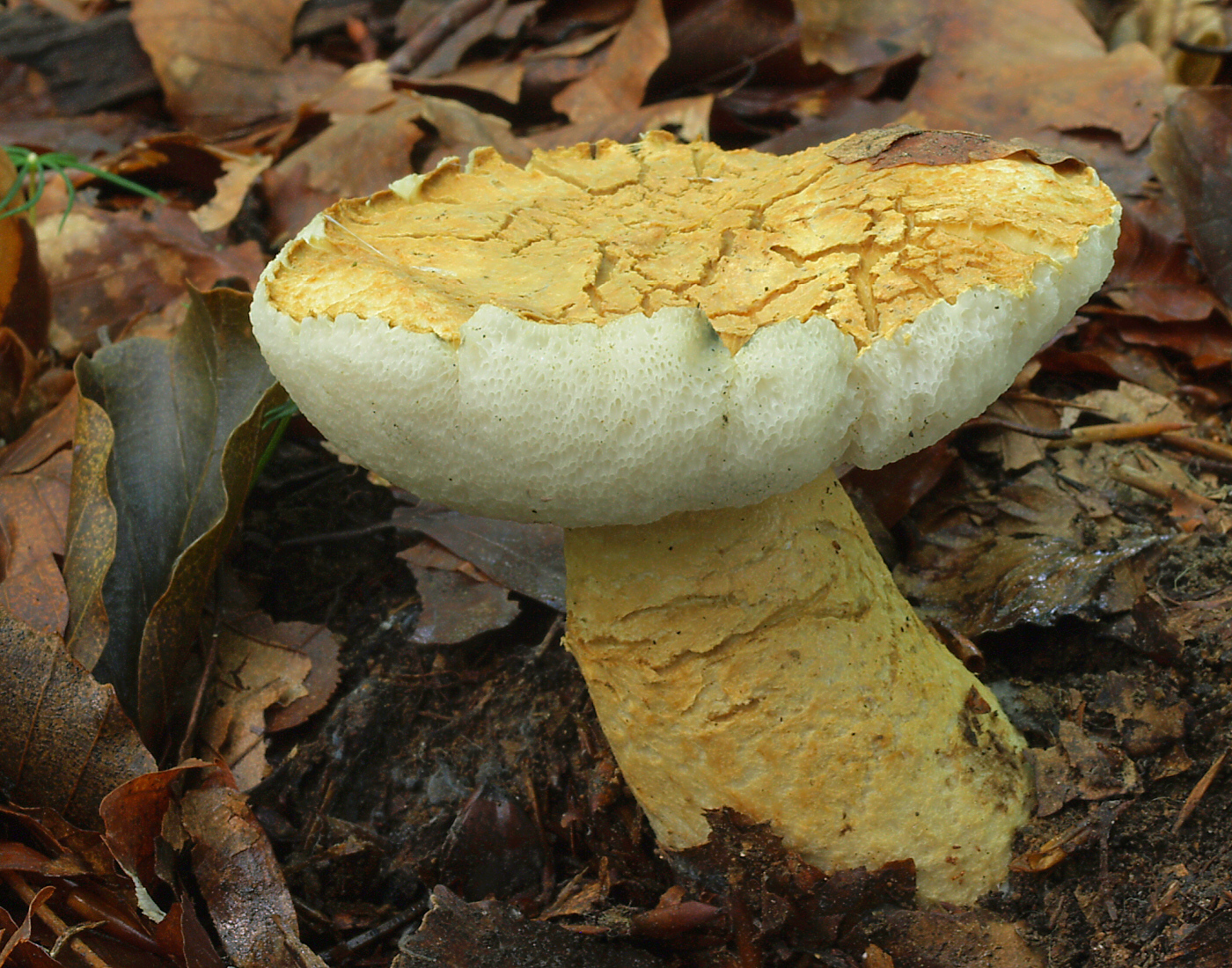

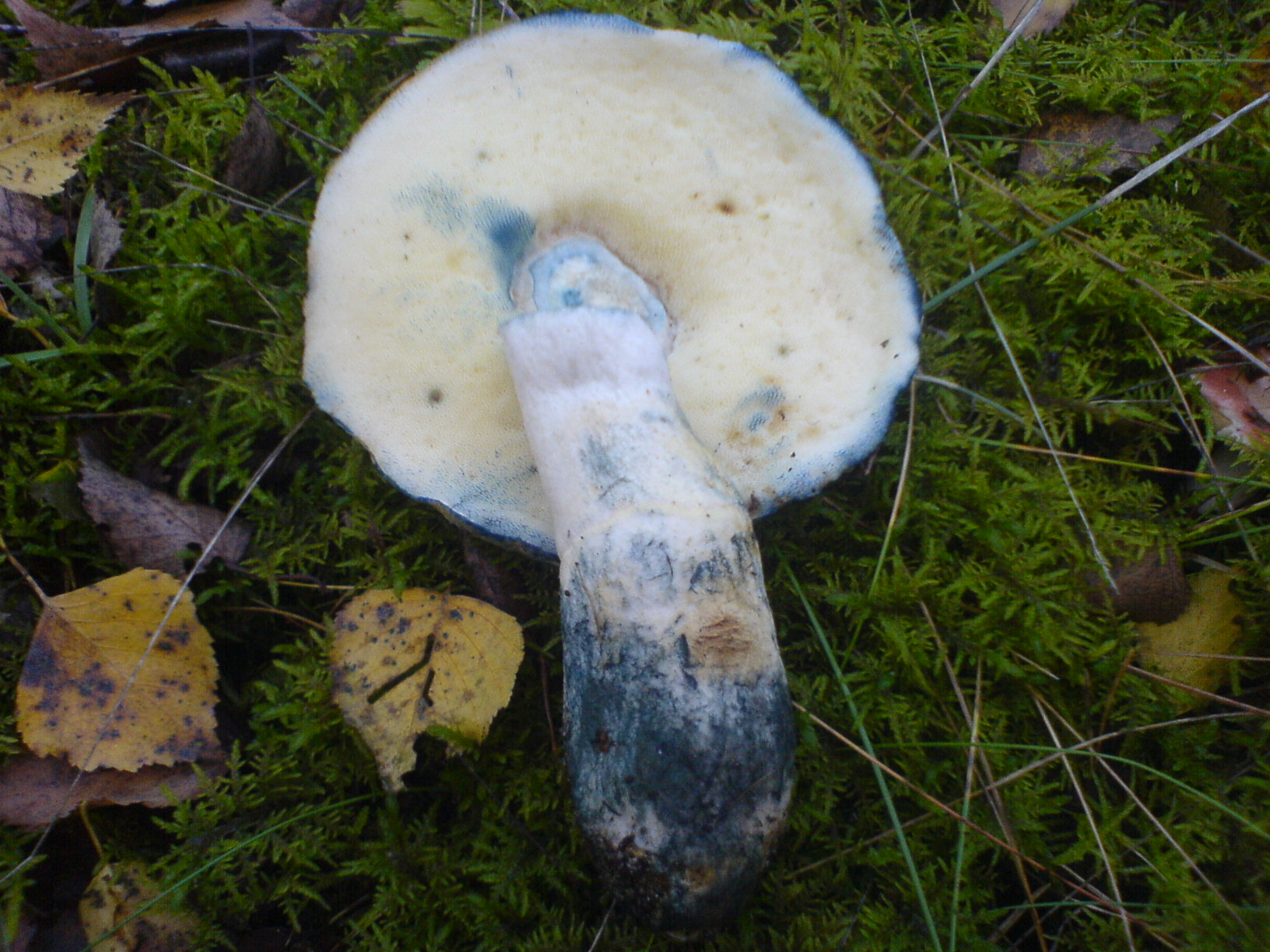

Piaskowiec modrzak (Gyroporus cyanescens (Bull.) Quél.) – gatunek grzybów z rodziny piaskowcowatych (Gyroporaceae).

## Systematyka i nazewnictwo
Pozycja w klasyfikacji według Index Fungorum: Gyroporus, Gyroporaceae, Boletales, Agaricomycetidae, Agaricomycetes, Agaricomycotina, Basidiomycota, Fungi.
Po raz pierwszy takson ten zdiagnozował w 1788 r. Jean Baptiste François Pierre Bulliard, nadając mu nazwę Boletus cyanescens. Obecną, uznaną przez Index Fungorum nazwę nadał mu w 1886 r. Lucien Quélet, przenosząc go do rodzaju Gyroporus.
Niektóre synonimy:

- Boletus constrictus Pers. 1801
- Boletus cyanescens Bull. 1788
- Boletus cyanescens Bull. 1788 var. cyanescens
- Boletus lacteus Lév. 1848
- Gyroporus cyanescens var. lacteus (Lév.) Quél. 1888
- Gyroporus lacteus (Lév.) Quél. 1886
- Leccinum constrictum (Pers.) Gray 1821
- Leucoconius cyanescens (Bull.) Beck 1923
- Suillus cyanescens (Bull.) P. Karst. 1882

Nazwę polską podała Alina Skirgiełło w 1960 r. W polskim piśmiennictwie mykologicznym gatunek ten opisywany był też pod nazwami: huba siniak, borowik polny, granatek, grzyb piaskowy, grzyb siny, modrzak siniak, podgrzybek, podgrzybek siny. Inne nazwy zwyczajowe to: grzyb siniak, siny grzybek, zajączek siniejący, borowik siniak, hubka sinak (siniak), mchowik siniak, modrak, modrzak, podlaszek.

## Morfologia
Kapelusz
Średnica 3,5–12 cm. Młode owocniki łukowate, później poduchowate, w końcu płaskie. Powierzchnia przypomina zamsz, pokryta jest bowiem grubą włóknistą warstwą pilśni. Ma barwę kremową, słomkowożółtą lub siarkowożółtą z żółtozielonym odcieniem. Starsze owocniki blakną i stają się białawe. W miejscach zgniecenia pojawiają się ciemnoniebieskie plamy
Rurki
Białe lub kremowe, najpierw przyrośnięte do trzonu, potem wolne. Po przekrojeniu zabarwiają się na niebiesko. Pory drobne, kanciasto zaokrąglone, początkowo białe, z wiekiem kremowe, sinieją po dotknięciu.
Trzon
Wysokość 5–10 cm, grubość 1–3 cm. Jest nieregularnie cylindryczny, górą cieńszy. Początkowo w środku jest gąbczasty, później pusty, podzielony na komory. Powierzchnia w górnej części naga, poza tym pilśniowata, ubarwiona tak samo jak kapelusz. Intensywnie sinieje w miejscach zgniecenia.
Miąższ
Biały lub żółtawy, szybko i intensywnie sinieje na przekroju. Smak nieznaczny, zapach niewyraźny.
Wysyp zarodników
Bladożółty. Zarodniki o średnicy 8–15 × 4–6 µm, jajowate, gładkie, bladożółtawe.

## Występowanie i siedlisko
Występuje w Ameryce Północnej, Europie, Azji i Australii. W Polsce gatunek rzadki. Znajduje się na Czerwonej liście roślin i grzybów Polski. Ma status R – potencjalnie zagrożony z powodu ograniczonego zasięgu geograficznego i małych obszarów siedliskowych. Znajduje się na listach gatunków zagrożonych także w Austrii, Niemczech i Holandii.
Naziemny grzyb mykoryzowy. Owocuje od lipca do listopada w lasach liściastych i mieszanych, na gruntach piaszczystych, szczególnie w górach i okolicach podgórskich. Najczęściej rośnie pod sosnami, brzozami, dębami i bukami.

## Znaczenie
Grzyb jadalny i smaczny, używany do zup i sosów, jak też i do suszenia. Ze względu na sinienie niezbyt chętnie zbierany. Gatunkiem pokrewnym jest piaskowiec kasztanowaty (Gyroporus castaneus).